# 페커리속
페커리속(Pecari)은 페커리과에 속하는 포유류 속의 하나이다. 2007년 큰페커리가 등록되기 전까지는 목도리페커리만을 포함하고 있는 단형속이었다. 그러나 일부는 목도리페커리에서 분리된 큰페커리의 종 지위를 인정하지 않고, 국제 자연 보전 연맹(IUCN)은 이명의 하나로 간주하고 있다.

## 하위 종
- 큰페커리 (Pecari maximus) Roosmalen et al., 2007 - 브라질
- 목도리페커리 (Pecari tajacu) Linnaeus, 1758 - 미국 남서부, 멕시코, 중앙아메리카, 남아메리카